# Nikola Sarić
Nikola Sarić (født 6. januar 1991 i Sarajevo, Jugoslavien) er en dansk/bosnisk professionel fodboldspiller af serbisk afstamning, som spiller for B1908 på Amager. På landsholdsplan har han stillet op for diverse danske ungdomslandshold. 
Han har tidligere bl.a. spillet for HB Køge og Herfølge Boldklub.

## Karriere
Som 14 årig var han til prøvetræning i FC Barcelona og efter at have trænet med i 2 træningspas, blev han tilbudt en kontrakt.
I juni 2011 underskrev han en treårig kontrakt med den kroatiske klub Hajduk Split.
I marts 2012 vendte han tilbage til den danske Superliga, da han underskrev en kontrakt med HB Køge frem til sommeren 2014.
Den 5. december 2013 meddelte HB Køge, at en ud af de tre spillere, hvis kontrakt ikke ville blive forlænget. Derfor stod Saric efter 1. januar 2014 uden klub.
Den 17. februar 2014 blev det offentliggjort, at Saric trænede med sin tidligere klub B 1908 Amager for at opbygge sin fysisk, og den 1. april skiftede han permanent til klubben.